# Helmut Sinzinger

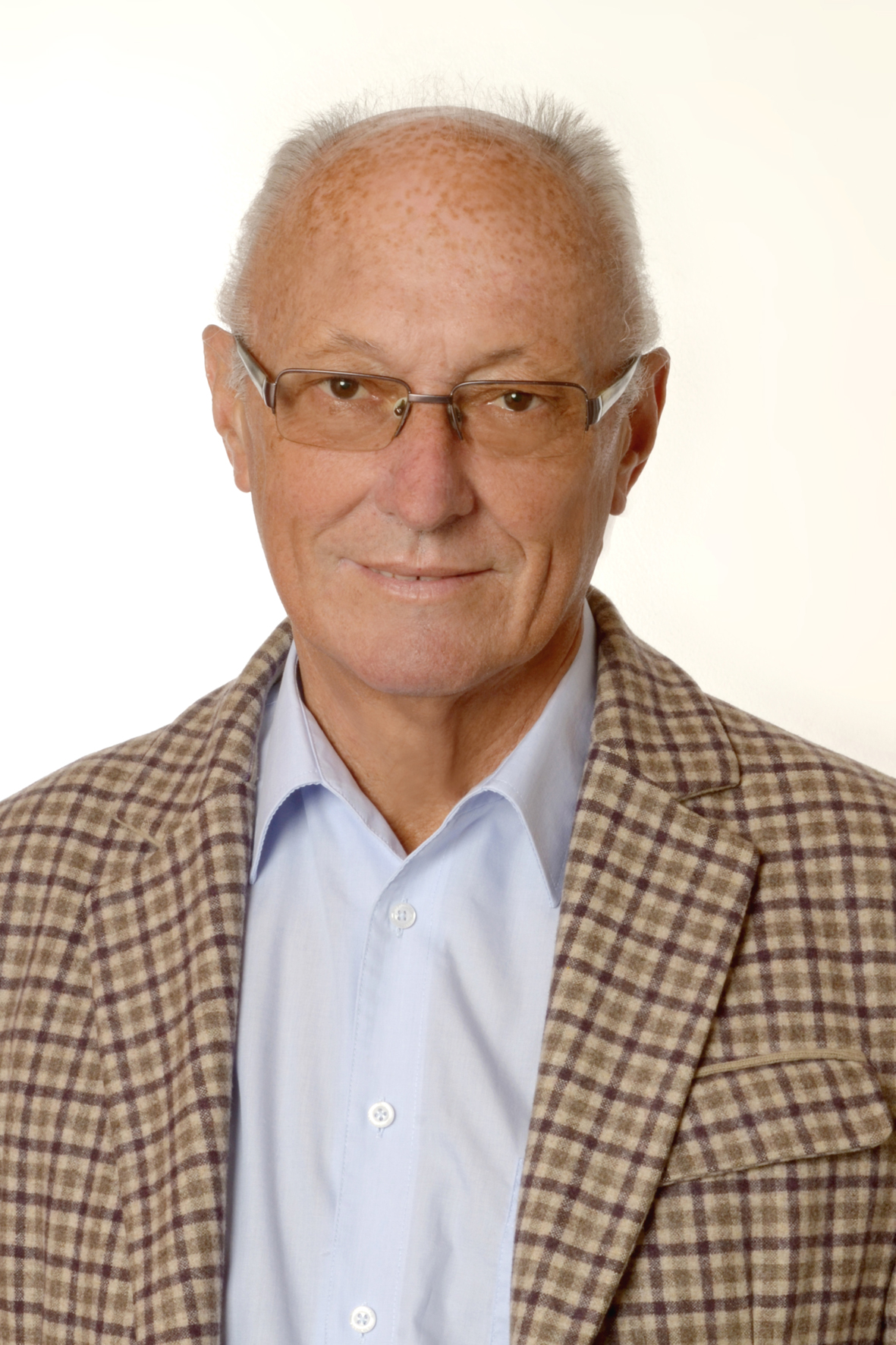
Helmut Sinzinger, 2019

Helmut Sinzinger (* 6. Mai 1948 in Wien; † 21. Februar 2020 in Wien) war ein österreichischer Arzt.

## Leben und Wirken
Sinzingers Vater Franz, ebenfalls Arzt, hatte sich schon mit der Problematik Atherosklerose befasst, als erhöhte Cholesterinwerte und die damit verbundenen physiologischen Auswirkungen ein noch unbekanntes medizinisches Terrain waren.
Sinzinger maturierte 1966 am Schottengymnasium und schloss 1973 das 1966 begonnene Studium an der Medizinischen Fakultät der Universität Wien ab. Seine wissenschaftliche Arbeit begann er noch während des Studiums bei  Wilhelm Firbas (Anatomie) und Wilhelm Auerswald, dem damaligen Vorstand des Physiologischen Instituts der Universität Wien.
Nach Auslandsaufenthalten in den USA – u. a. Mayo Clinic, Yale University, London, Basel und Rotterdam spezialisierte er sich auf die Nuklearmedizin. Er war Facharzt für Innere Medizin, Atheroskleroseforschung und Nuklearmedizin und wurde an der Medizinischen Fakultät der Universität Wien für die Fächer Atheroskleroseforschung, Nuklearmedizin und Klinische Pharmakologie habilitiert. In den Jahren 1992 bis 2006 und ab 2010 war er Stellvertreter des Klinikvorstandes der Universitätsklinik für Nuklearmedizin, dazwischen, von 1993 bis 1998 und vom 1. Oktober 2012 supplierender Leiter der Universitätsklinik für Nuklearmedizin. Seit 1992 war Sinzinger ärztlicher Leiter des Ambulatoriums zur Diagnose und Therapie von Fettstoffwechselstörungen und Atherosklerose (ATHOS) in Wien und seit 1995 ärztlicher Leiter des Institutes für Nuklearmedizin in Wien. Zum 30. September 2013 trat er in den Ruhestand. Seit 11. Dezember 2017 war er Ordinarius für Lipidstoffwechsel an der Sigmund Freud Universität Wien. Am 20. März 2019 wurde er im Rahmen der Jahreshauptversammlung zum Präsidenten der Gesellschaft der Ärzte in Wien gewählt. Am 21. Februar 2020 starb er nach einer kurzen schweren Erkrankung.

## Forschung und Lehre
Sinzinger leistete grundlegende Beiträge zum klinischen Verständnis der Prostaglandine.
Er lehrte als Gastprofessor an den Universitäten von Krakau, Polen (1993), Perugia, Italien (1994), Barcelona, Spanien (1994) und Ekpoma, Nigeria (1997). 1997 hielt er gemeinsam mit Harald Kritz die erste Internet-Vorlesung weltweit zum Thema „Insights into Atherosclerosis – Internet Based Interaction“.

## Mitgliedschaften
- International Society of Lymphology
- corresponding fellow der American Heart Association
- Royal College of Physicians
- Task Force Member – Lymphatics Biology/Pharmacology of the National Institutes of Health (NIH)
- European Academy of Sciences and Arts
- life member der New York Academy of Sciences
- life member der American Society of Mammalogy

Er war Mitbegründer, Präsident und Vorstandsmitglied zahlreicher wissenschaftlicher Gesellschaften und im Beirat von mehr als 30 wissenschaftlichen Zeitschriften.
- International Society on Radiolabeled Blood Elements (Präsident 1992–1995)
- Austrian-Greek Atherosclerosis Prevention Initiative (Präsident seit 1992)
- Gesellschaft der Ärzte, Mitglied des Verwaltungsrates seit 1993, Präsidiumsmitglied seit 2012
- Danubian League against Thrombosis and Haemorrhagic Disorders (Wissenschaftliches Nationales Komitee seit 1984; Präsident 1987–1989; Generalsekretär 2000–2012; seit 2013 Ehrenpräsident)
- Gründungsmitglied und Präsident (2013 – 2019) der Österreichischen Apheresegesellschaft (Triple A - Austrian Apheresis Association), anschließend Ehrenmitglied

## Auszeichnungen/Ehrungen (Auswahl)
Sinzinger erhielt zahlreiche wissenschaftliche Preise, darunter:
- Theodor-Billroth-Preis der Wiener Ärztekammer (Wien 1975, 1977, 1985, 1986 und 1988)
- Förderungspreis der Österreichischen Kardiologischen Gesellschaft (Wien 1985)
- Wissenschaftlicher Förderungspreis der Stadt Wien (1985)
- Wissenschaftlicher Preis der International Union of Angiology (Paris 1992)
- CIS-Jean Debiesse Nuclear Medicine Preis (Lissabon 1992, Barcelona 1999)
- Mc Afee Medaille (2014)[9]
- Billroth-Medaille (2016)[10]
- Golden medal of the 5th International Medical Olympiad (2019)

Sinzinger war u. a. Ehrenmitglied der:
- Ungarischen (1984) und Polnischen (1993) Atherosklerosegesellschaft
- Österreichischen Gesellschaft für Prostaglandinforschung (apr) (1988)
- Ehrenpräsident der DLTH (Danubian League against Thrombosis and Haemorrhagic Disorders) (2013)
- Slovak Society of Hemostasis and Thrombosis (2016)

Er war auswärtiges Mitglied der Polnischen Akademie der Gelehrsamkeit (PAU) in Krakau (1993).

## Publikationen
Sinzinger erarbeitete Fortbildungsbroschüren, Diaserien, Videos, CD-ROMs, DVDs, und leitete  Informationskampagnen sowie nationale und internationale Konsensuskonferenzen. Er veröffentlichte mehr als 800 Publikationen (PubMed).
Er war Herausgeber der Bücher (Auswahl):
- Mit J.R. Vane, B.Samuelsson, R. Paoletti, P.W. Ramwell, P.Y.-K. Won: Recent Advances in Prostaglandin, Thromboxane, and Leukotriene Research (1998)  Plenum Publ., New York 1998
- Mit H. Kritz, G. Wawrik: PGE1 in Intensive Care, Facultas Universitätsverlag, Wien 1998
- Mit H. Bergmann, H. Köhn, Birkhäuser: Radioactive Isotopes in Clinical Medicine and Research, Basel 1999
- Mit H. Kritz: EU-Fettpunkt-Konzept. Fett weg Bauch weg, Pro Patient Edition, Wien 2007.
- Mit K. Derfler: Lipidtherapie in der Praxis – was kann man, muss man, soll man? Bremen Uni-Med Verlag, 2009, 2. Auflage, 2017